# ブノワ・アモン
ブノワ・アモン （Benoît Hamon、1967年6月26日 - ）は、フランスの政治家。社会党所属。
1993年から1995年まで自らが創設した青年社会主義者運動（fr）の委員長を務め、2004年から2009年まで欧州議会議員、2008年から2012年まで社会党の報道官を務めた。2012年にイヴリーヌ県第11選挙区選出国民議会議員となり、経済・財務相付社会的・連帯経済担当大臣、国民教育相を歴任した。
2017年社会党大統領候補予備選挙において、前首相マニュエル・ヴァルスを退けて1位となり、大統領選挙の社会党候補となった。

## 略歴
ブレストにあるDCNSで技師として働いていた父と、秘書をしていた母との間に、サン＝ルナンで生まれた。
幼少の頃はブレストのヴェロネーズ通りで暮らし、その後1976年から1980年まで両親と一緒にセネガルのダカールに住んでいた。彼はダカールのクール・サント＝マリー・ド・アン（fr、カトリック教会のダカール大司教座が運営する、保育園から高等学校までの児童・生徒の私立学校）で学び、何年もたってから再度訪問している。『私は社会的多様性が混ざり合った宗教的な環境で育ちました。しかし、このことが私の後年の政治家としての経歴に影響を与えたかどうかを発言するのは難しいことです。』
彼は両親の離婚後、ブルターニュへ戻った。アモンはブルターニュ＝オクシデンタル大学に入学し、フランス全国学生連合（fr）のメンバーとなり青年社会主義者運動の委員長となった後に、歴史学の学位を取得した。
アモンはガブリエル・ガラールとPACS婚を行っている。ガラールはカタルーニャ人とデンマーク人の両親を持ち、パリ政治学院で卒業生総代を務め、欧州大学院大学を卒業している。彼女はフランス国立視聴覚研究所で働いた後、LVMHの広報部長となった。2人が出会ったのは、アモンが欧州議会議員となり、ガラールが文化法規の専門家として欧州議会で仕事をした時である。政治生活から家族との生活を切り離すため、ブノワ・アモンが参加する公共の行事にガラールは同席しない。彼女はプライバシーを守るため、カリーヌ・ル・マルシャン（fr）がプレゼンターを務めるフランスの政治TV番組Une ambition intimeへの出演を2016年12月に拒否した · 。

## 政治経歴
大学卒業後、1991年からアモンはジロンド県選出の下院議員ピエール・ブラナ（ミシェル・ロカール派）の立法府アシスタントして働き始めた。教育相アラン・ドゥヴァケの法案に反対する学生デモ中（1986年から1987年の冬）、19歳の時から政治に関わるようになっていた。彼は当時社会党のブレスト支部のメンバーであり、ロカール派運動に加わっていた。
2001年から2008年までブレティニー＝シュル＝オルジュ市議会議員を務めた。
2012年から閣僚を務めたが、政府の方針に反したとして、2014年8月25日に生産再建大臣アルノー・モントブールとともに更迭された。
2016年8月16日、社会党大統領候補予備選挙への出馬を表明し、党公認候補となったが、2017年4月の第1回投票で得票率6.36%にとどまり、決選投票に残れず敗退した。
2017年6月に行われた国民議会選挙では、2回目の投票にも残れず落選した。
2018年12月、翌年の欧州議会議員選挙に「市民同盟」の立候補者リスト第1位として立候補を表明。しかし、2019年5月26日に実施された選挙でリストは得票率3.27%で第8位にとどまり、議席を獲得できなかった。